# Brana
Las branas son entidades físicas conjeturadas por la teoría M y su vástago, la cosmología de branas.
En la teoría M se postula la existencia de p-branas y d-branas (ambos nombres provienen parasintéticamente de "membrana"). Las p-branas son objetos de dimensionalidad espacial p (por ejemplo, una cuerda es una 1-brana). En cosmología de branas el término "brana" se utiliza para referirse a los objetos similares al universo cuadridimensional que se mueven en un "bulk" (sustrato) de mayor dimensión. Las d-branas son una clase particular de p-branas. Las  c-branas son una clase única en la cual se conjeturan d-branas volviéndose  cronobranas rastreables en un tiempo y espacio determinado como lo serían en dirección y forma específica que son características de las d-brana que conjugan particularidades.

## Descripción
Según la teoría de cuerdas las membranas existen en la undécima dimensión, y en realidad son infinitas. Se afirma que cada membrana corresponde a un universo, por ejemplo a nuestro universo le corresponde una membrana y las otras membranas serían universos paralelos. Según algunos físicos[¿quién?] el universo es una membrana esférica. Los bordes de las membranas forman ondulaciones las cuales están en constante movimiento; se dice que estas membranas se mueven con "forma de olas" en esta dimensión (11.ª). Esta dimensión es sumamente delgada e infinitamente larga y estas membranas están en movimiento como las olas en el mar, es decir, las membranas serían burbujas en olas del mar que al chocar inician el big bang; es decir, el big bang es un fenómeno que ocurre una y otra vez.
En el marco de la teoría de cuerdas, la membrana (M) es un conjunto de dimensiones presente, ampliando sus límites.

La membrana y la materia oscura.

Se ha llegado a explicar la causa del "Big Bang" por el choque de dos membranas, así, la explosión producida sería la causa del nacimiento y expansión del universo.
La materia y la energía solo puede transmitirse a través de las cuatro primeras dimensiones, excepto la gravedad que puede difundirse en las once.
La materia de una puede alterar el espaciotiempo de otra paralela. De hecho, fenómenos similares fueron los que indujeron la teoría.
Las membranas podrían estar separadas por distancias pequeñísimas unas de otras, incluso, según resultados experimentales, a millonésimas de milímetro. Gracias a este hecho se intentaría explicar por qué la gravedad parece menos fuerte de lo que en realidad es.
Las formas más postuladas son la de membranas planas y paralelas entre sí y la de paraboloide hiperbólico (silla de montar).
Si las membranas son planas y paralelas, la gravedad quedaría encajonada entre ambas, fluctuando entre una y otra, pero siempre manteniéndose constante. Por el contrario, si las membranas adoptaran la forma de silla de montar, irían perdiendo paulatinamente energía y, por tanto, materia, hasta desaparecer sumidas en la difusión por las once dimensiones.